# اريك ميرسير
اريك ميرسير (بالإنجليزية: Eric Mercer)‏ هو سياسي بريطاني (وحمل سابقاً جنسية المملكة المتحدة لبريطانيا العظمى وأيرلندا)، ولد في 6 ديسمبر 1917، وتوفي في 8 نوفمبر 2003. انتخب Bishop of Exeter ‏ وانتخب أسقف.